# Eddingtonlichtkracht
De Eddingtonlichtkracht (of Eddingtonlimiet; vernoemd naar Arthur Stanley Eddington) is de maximale lichtkracht die een gas in hydrostatisch evenwicht kan hebben. Wanneer een object een lichtkracht heeft die groter is dan deze waarde, krijgt stralingsdruk de overhand over de gasdruk en wordt de ster uit elkaar geblazen.

## Afleiding
De Eddingtonlimiet kan worden gevonden door het gelijkstellen van de gasdruk en de stralingsdruk. De gasdruk van een ster wordt gegeven door het hydrostatisch evenwicht. Deze druk is gericht in de richting van het midden van de ster:
{\displaystyle {\frac {dP}{dr}}=-\rho g=-G{\frac {M\rho }{r^{2}}}}
Hier is {\displaystyle \rho } de dichtheid van het gas, {\displaystyle r} stelt de straal van het object voor en {\displaystyle M} de massa. {\displaystyle G} is de gravitatieconstante van Newton. De uitwaartse druk, die door de fotonen verzorgd wordt, is (onder aanname van een gas bestaande uit puur geïoniseerde waterstof) te schrijven als:
{\displaystyle {\frac {dP}{dr}}=-{\frac {\kappa \rho }{c}}F_{rad}=-{\frac {\sigma _{T}\rho }{m_{p}c}}{\frac {L}{4\pi r^{2}}}}
Hier is {\displaystyle \sigma _{T}} de effectieve doorsnede van de Thomsonverstrooiing, {\displaystyle L} de lichtkracht van het object, {\displaystyle c} de lichtsnelheid en {\displaystyle m_{p}} de massa van het proton.
Bij gelijkstellen van bovenstaande vergelijkingen wordt voor de Eddingtonlichtkracht gevonden:
{\displaystyle L_{\rm {Edd}}=4\pi GMm_{\rm {p}}c/\sigma _{\rm {T}}\cong 1,3\times 10^{31}\left({\frac {M}{M_{\bigodot }}}\right){W}}